# Antoine Hamel
Pour les articles homonymes, voir Hamel.
 (septembre 2022).
Si vous disposez d'ouvrages ou d'articles de référence ou si vous connaissez des sites web de qualité traitant du thème abordé ici, merci de compléter l'article en donnant les références utiles à sa vérifiabilité et en les liant à la section « Notes et références ».
Antoine Hamel est un acteur français né en 1984. Il est principalement connu pour son rôle du juge Boris Delcourt dans la série de France 3 La Stagiaire aux côtés de Michèle Bernier.

## Biographie

### Études et formation
Antoine Hamel fait ses premiers pas sur les planches, à Chartres, dans une troupe alors qu'il est en terminale. C'est là que, pour la première fois, il commence « à prendre de plus en plus de plaisir à être sur scène, à sentir le désir et même la nécessité de jouer » comme l'indique Télé-Loisirs. Après l'obtention de son bac scientifique, il s'inscrit au Conservatoire[Lequel ?] en 2002. Il en sort trois ans plus tard et décide d'intégrer le théâtre national de Strasbourg pour lequel il jouera plusieurs pièces.
Il se forme au Conservatoire national supérieur d'art dramatique (Promotion 2005) et reçoit également une formation musicale.

### Carrière
En 2010, le comédien incarne l'un des quatre étudiants dans le téléfilm  4 garçons dans la nuit. Il a alors l'occasion de côtoyer Julien Baumgartner, Dimitri Storoge et Pascal Cervo avec lesquels il décroche le prix d'interprétation au festival de Luchon.
Par la suite, il trouve un rôle dans la série Les Bleus : Premiers pas dans la police sur M6 puis apparait dans Ainsi soient-ils sur Arte et dans les séries de France Télévisions Candice Renoir, La loi de Barbara, ou encore Tropiques criminels avec Sonia Rolland.
Au cinéma, il a notamment donné la réplique à Guillaume Canet dans le film Mon garçon.
Depuis 2017, il incarne le juge d'instruction Boris Delcourt, l'un des personnages principaux de la série de France 3 La Stagiaire, aux côtés de Michèle Bernier et Nicolas Marié. Sur la même chaîne, il joue, en 2020, dans Meurtres à Pont-L'Évêque, un téléfilm de la collection Meurtres à...

### Vie privée
Il est le mari de la comédienne et metteur en scène Julie Brochen (née en 1969), qui a dirigé le Théâtre National de Strasbourg de 2008 à 2014. Ils ont trois enfants, une fille et deux garçons.

## Théâtre
- 2005 : La Nuit des rois de William Shakespeare (mise en scène d'Andrzej Seweryn)
- 2005 : Le Condamné à mort d'après Bertolt Brecht et Jean Genet (mise en scène de Julie Brochen)
- 2005 : L'Histoire vraie de la Périchole d'après La Périchole de Jacques Offenbach (mise en scène de Julie Brochen)
- 2008 : L'Échange de Paul Claudel (mise en scène de Julie Brochen)
- 2008 : Le Monte-plats d'Harold Pinter (mise en scène d'Alexandre Zeff)
- 2008 : Célébration d'Harold Pinter (mise en scène d'Alexandre Zeff)
- 2010 : Dom Juan de Molière (mise en scène de Julie Brochen)
- 2024 : La serva amorosa de Carlo Goldoni, mise en scène Catherine Hiegel, Théâtre de la Porte Saint-Martin

## Filmographie
Sauf indication contraire, les informations mentionnées dans cette section peuvent être confirmées par la base de données cinématographiques IMDb,  présente dans la section « Liens externes ».
- 2006 : Ma belle rebelle de Jean Paul Civeyrac : Julien (court métrage)
- 2006 : 3 ans et demi (d'amour), court-métrage d'Éric Griffon du Bellay : Maxence[réf. nécessaire]
- 2008 : X femmes de Lætitia Masson : client hôtel (épisode Enculées)
- 2009 : La Ligne de fuite d'Alexandre Zeff : l'homme de la boîte (court métrage)
- 2010 : 4 garçons dans la nuit d'Edwin Baily : Sébastien Sarris (téléfilm)
- 2010 : Les Bleus : Premiers pas dans la police de Alain Robillard et Alain Tasma : Christophe Lecomte (saisons 3 et 4)
- 2011 : L'Épervier de Stéphane Clavier : Le Frelon (mini-série)
- 2012 : Ainsi soient-ils de Rodolphe Tissot : Christian d'Orgemont (saison 1, épisodes 1 et 2)
- 2014 : La Loi de Barbara de Didier Le Pêcheur : Remy Lenoir (épisode Le Coupable idéal)
- 2014 : Vaugand de Charlotte Brändström : interne (épisode La Neuvième Marche)
- 2015 : Candice Renoir de Stéphane Malhuret : Fabrice Noca (saison 3, épisode 8 : La colère est aveugle)
- 2015 : Le Sel de la Terre de Jonathan Desoindre : Vincent (court métrage)
- 2016 : Duel au soleil de Didier Le Pêcheur : Substitut Viard (épisode Le Pénitent)
- 2016 : Le Rat d'Aurélien Deschamps : Cyril (court métrage)
- 2017 : Cinq nuits de Guillaume Orignac : Mathieu (court métrage)
- 2017 : Mon garçon de Christian Carion : homme du pick-up (film)
- 2017 - en cours : La Stagiaire d'Isabel Sebastian et Laurent Burtin : juge d'instruction Boris Delcourt (depuis la saison 2)
- 2019 : Olivia de Thierry Binisti : Thomas Leroy (épisode Le Prix d'une vie)
- 2019 : Tropiques criminels de Denis Thybaud : Mathias Vallon (saison 1, épisode 7 : Le Diamant)
- 2020 : Meurtres à Pont-L'Évêque de Thierry Binisti : Julien Roussel (téléfilm)
- 2021 : Prière d'enquêter de Laurence Katrian : David Saunier (épisode C'était écrit)
- 2022 : Marianne : Franck Nérac (saison 1, épisode 3 : Entre chiens, chats et loup)
- 2022 : Lame de fond de Bruno Garcia : Pierrot (téléfilm)
- 2022 : Cassandre de Floriane Crepin : Olivier Clavel (saison 7, épisode 3 : Ondes de choc)
- 2024 : Les Espions de la terreur de Rodolphe Tissot : Yann
- 2024 : Après la nuit d'Indra Siera : Diego Duval
- 2024 : Cette nuit-là de Myriam Vinocour : Jérémie Müller

## Distinction

### Récompense
- Festival des créations télévisuelles de Luchon 2010 : Prix d'interprétation masculine pour 4 garçons dans la nuit, partagé avec Julien Baumgartner, Dimitri Storoge et Pascal Cervo